# Ealing Trailfinders Rugby Club
Ealing Trailfinders Rugby Club es un equipo de rugby con sede en la zona oeste de la ciudad de Londres, Inglaterra.
Actualmente participa en el Champ Rugby, la segunda división profesional del rugby de Inglaterra.

## Historia
Fundado en 1869 con el nombre de Ealing Rugby Club.
El 12 de mayo de 2018 disputó la final de la British and Irish Cup frente a Leinster logrando vencer por un marcador de 22 a 7.
En 2019 el equipo logró la RFU Championship Cup, una competición reservada para los equipos de segunda división.
En 2022 y 2024, los Trailfinders lograron el campeonato de segunda división, sin embargo no fueron aceptados en la Premiership ya que no contaban con un estadio que cumpliera con los requisitos mínimos para participar en la competición.

## Palmarés
- RFU Championship (3): 2021-22, 2023-24, 2024-25

- RFU Championship Cup (3): 2018-19, 2021-22, 2022-23

- British and Irish Cup (1): 2017-18

- National League 1 (2): 2012-13, 2014-15

- National League 2 South (1): 2010-11